# Matt L. Jones
Matt Jones (1 de novembro de 1981) é um ator e comediante americano conhecido por interpretar Brandon "Badger" Mayhew na série de drama criminal Breaking Bad, da AMC, Baxter na sitcom Mom, da CBS e Ned Dornaget em NCIS. Ele estrelou como Douglas Wheeler na sitcom Bob Hearts Abishola, da CBS, e também é conhecido por seus papéis como Gunther Magnsum em Kick Buttowski: Suburban Daredevil (2010–2012) e Nuber em F Is for Family (2018–2020).

## Biografia
Jones nasceu em Sacramento, Califórnia e cresceu em Pomona, Califórnia, um dos dez filhos entre sua mãe e seu padrasto. Ele se mudou para Claremont e se formou na Claremont High School em 2000.
Durante este tempo, ele começou o Ultimate Improv em Westwood, antes de fazer uma audição para o grupo Boom Chicago em Amsterdã, onde se apresentou por três anos. Devido ao rigoroso cronograma de turnês do grupo Boom, ele frequentemente perdia a voz, que eventualmente se tornou rouca permanentemente.

## Carreira
Jones foi o cantor/compositor principal da banda de ska Faculty Four. Antes de entrar para o Boom Chicago, Jones apareceu em 20 comerciais em dois anos, incluindo um comercial para a Midas, e apareceu em mais de 40 comerciais no total. Depois de retornar, sua primeira audição teatral foi para a série de drama criminal Breaking Bad, da AMC.
De 2008 a 2013, Jones apareceu em um papel recorrente como Brandon "Badger" Mayhew em Breaking Bad. Ele apareceu como um entregador de pizza em How I Met Your Mother, ná série Reno 911! da Comedy Central e na série de comédia Community, da NBC. Ele apareceu no episódio piloto da série de esquetes Key & Peele, da Comedy Central. Ele também é um artista regular no Upright Citizens Brigade Theatre e no IO West.
Em 2010, Jones foi escalado para o papel principal no piloto Uncle Nigel, da TBS, escrito e produzido por Andy Breckman. Ele fez algumas vozes na série Adventure Time do Cartoon Network. Em 2010, ele também foi escalado para um dos papéis principais no programa Kick Buttowski: Suburban Daredevil do Disney XD, como o melhor amigo do personagem-título Gunther Magnuson. Ele apareceu no filme Red State em 2011, e dublou personagens menores no videogame Rage também em 2011. Jones também apareceu como o agente probatório Ned Dorneget na série NCIS, da CBS, entre 2011 e 2015. No início de 2012, Jones foi escalado para o novo piloto de Steven Levitan, Rebounding, produzido para a FOX,  mas o show não foi escolhido.
Jones apareceu em quatro episódios de The Office (episódios "Junior Salesman", "The Farm" e nas duas partes do episódio "Finale"). Ele foi escalado para o elenco regular de The Farm, um spin-off fracassado de The Office. Enquanto estava no Reino Unido para dirigir Borderline em 2016, Jones apareceu em dois episódios do podcast de comédia de personagens Fact Up. Ele interpretou Baxter na sitcom Mom, da CBS. Em 2018, ele estrelou na série de televisão Let's Get Physical, da Pop, como Joe Force.
Em 2019, ele se tornou membro do elenco do seriado Bob Hearts Abishola.
Ele faz a voz do Boov Kyle no filme Home da DreamWorks Animation e em sua série spin-off Home: Adventures with Tip & Oh. Ele também faz a voz do personagem Wedge em Final Fantasy VII Remake (2020).

## Filmografia

### Cinema
| Ano  | Título                           | Papel                   | Notas          |
| ---- | -------------------------------- | ----------------------- | -------------- |
| 2009 | Funeral Sex                      | Matt                    | Curta-metragem |
| 2009 | Mattress Mike's Mistress         | Matt                    | Curta-metragem |
| 2009 | Halloween Romance                |                         | Curta-metragem |
| 2010 | Long Story Short                 | Marshall                | Curta-metragem |
| 2011 | High Road                        | Richie                  |                |
| 2011 | Red State                        | Deputy Pete             |                |
| 2011 | Perfectly Prudence               | Nigel                   | Filme de TV    |
| 2011 | Worst. Prom. Ever                | Kyle                    | Filme de TV    |
| 2012 | Peter at the End                 | Jake                    | Curta-metragem |
| 2012 | Dreamworld                       | Ben                     |                |
| 2013 | Loveseat                         | Joe                     | Curta-metragem |
| 2013 | Fireflies                        | Elroy                   |                |
| 2013 | Rolled                           | Himself                 | Documentário   |
| 2014 | Cooties                          | Sheriff Dave            |                |
| 2014 | Planes: Fire & Rescue            | Drip (voz)              |                |
| 2015 | Cada Um na Sua Casa              | Kyle (voz)              |                |
| 2015 | Mojave                           | Louis                   |                |
| 2017 | The Layover                      | Craig                   |                |
| 2017 | Austin Found                     | Matt                    |                |
| 2017 | A Bad Idea Gone Wrong            | Marlon                  |                |
| 2019 | Brightburn - Filho das Trevas    | Noah McNicol            |                |
| 2019 | El Camino: Um Filme Breaking Bad | Brandon "Badger" Mayhew | Pós-produção   |

### Televisão
| Ano           | Título                             | Papel                                | Notas                                          |
| ------------- | ---------------------------------- | ------------------------------------ | ---------------------------------------------- |
| 2002          | Gilmore Girls                      | Morgan                               | Episódio: "A Deep Fried Korean Thanksgiving"   |
| 2008          | Greek                              | Football giant                       | Episódio: "Gays, Ghosts, and Gamma Rays"       |
| 2008-2013     | Breaking Bad                       | Brandon "Badger" Mayhew              | 12 episódios                                   |
| 2009          | Reno 911!                          | Cop fan                              | Episódio: "Dangle's Murder Mystery: Part 2"    |
| 2009          | Uncle Nigel                        | Ronnie Wells                         | Piloto                                         |
| 2009-2010     | Community                          | Coffee delivery guy Stoner friend    | 3 episódios                                    |
| 2009-2010     | How I Met Your Mother              | Pizza delivery guy Arthur            | 2 episódios                                    |
| 2010          | Adventure Time                     | Mountain man Marauder Electroid      | Voz Episódio: "Memories of Boom Boom Mountain" |
| 2010          | NCIS: Los Angeles                  | Cop                                  | Episódio: "Deliverance"                        |
| 2010-2012     | Kick Buttowski: Suburban Daredevil | Gunther Magnuson                     | Voz Serie regular                              |
| 2011          | Man Up!                            | Chris "Eggnog" Eggert                | Episódio: "Finessing the Bromance"             |
| 2011-2013     | NCIS                               | NCIS Probationary Agent Ned Dorneget | 4 episódios                                    |
| 2012          | Rebounding                         | Eli Kaplan                           | Piloto                                         |
| 2012          | Key & Peele                        | Weed guy                             | Piloto                                         |
| 2012          | CSI: NY                            | Steve Blanton                        | 2 episódios                                    |
| 2012          | The Cleveland Show                 | Wheelchair kid                       | Voz Episódio: "Menace II Secret Society"       |
| 2012          | Dirty Work]]                       | Hummy                                | 3 episódios                                    |
| 2012-2013     | TRON: Uprising                     | Lenz                                 | Voz 3 episódios                                |
| 2013          | Hawaii Five-0                      | Bullwinkle                           | Episódio: "Kapu"                               |
| 2013          | The Office                         | Zeke                                 | 3 episódios                                    |
| 2013          | NTSF:SD:SUV                        | Tavis Cose                           | Episódio: "Comic Con-Air"                      |
| 2013-2016     | Sanjay and Craig                   | Hector Flanagan                      | Voz Série regular                              |
| 2013          | Beware the Batman                  | Humpty Dumpty                        | Voz Episódio: "Broken"                         |
| 2013          | DC Nation Shorts                   | Deadman                              | Voz 3 episódios                                |
| 2013-presente | Mom                                | Baxter                               | Série regular                                  |